# Arsénobétaïne
L'arsénobétaïne est un composé organo-arsénié qui est la principale source en arsenic dans le poisson,,,. C'est l'analogue arsénié de la triméthylglycine (plus connue sous le nom de bétaïne). Sa biochimie et sa biosynthèse sont similaires à celles de la choline et de la bétaïne. Comme la bétaïne, il a la particularité d'être un composé quaternaire, possédant lui un atome d'arsenic quaternaire c'est-à-dire substitué par quatre groupes organyles, ici trois groupes méthyles et un groupe acétate, faisant que l'arsenic est en permanence chargé positivement (cation). Couplé au fait que le groupe acétate est en général sous forme anionique, cela fait de l'arsénobétaïne est un zwitterion.
L'arsénobétaïne est une substance commune en biologie marine et qui est, contrairement à d'autres composés organo-arséniés comme la diméthylarsine et la triméthylarsine, relativement non toxique.
On sait depuis les années 1920 que les poissons de mer contenaient des composés organo-arséniés, mais ce n'est qu'en 1977 qu'on a déterminé que le plus abondant était l'arsénobétaïne et qu'on a établi sa structure.